# Lovelock (Nevada)
Lovelock é a única cidade localizada no estado americano de Nevada, no Condado de Pershing, do qual é sede.

## Geografia
De acordo com o United States Census Bureau, a cidade tem uma área de 2,2 km², onde todos os 2,2 km² estão cobertos por terra.

### Localidades na vizinhança
O diagrama seguinte representa as localidades num raio de 88 km ao redor de Lovelock.

## Demografia
Segundo o censo nacional de 2010, a sua população é de 1 894 habitantes e sua densidade populacional é de 860,3 hab/km². É a quinta localidade mais densamente povoada do condado de Pershing. Possui 945 residências, que resulta em uma densidade de 429,2 residências/km².